# WWE 배드 블러드
배드 블러드(Bad Blood)는 1997년 WWE에서 인 유어 하우스 (In Your House) 페이 퍼 뷰의 일환으로 시작되었다가, 2003년 러 브랜드 만의 페이 퍼 뷰로 부활하였던 페이 퍼 뷰이다. 해당 페이 퍼 뷰는 2004년 이후 ECW를 기리기 위한 페이 퍼 뷰 원 나잇 스탠드 (One Night Stand)가 신설되면서 폐지되었다. 2017년 RAW 브랜드 독점 페이 퍼 뷰로 13년만에 부활하길 하였으나, 취소되고 '그레이트 볼스 오브 파이어'라는 새로운 이름의 PPV가 대신 개최되는 것으로 변경되었다.

## 배드 블러드 개최한 곳
| 날짜            | 개최한 곳    | 경기장              | 관중수 | 메인 이벤트                                                                  |
| --------------- | ------------ | ------------------- | ------ | ---------------------------------------------------------------------------- |
| 1997년 10월 5일 | 세인트루이스 | 키엘 센터           | 21,151 | 숀 마이클스 vs. 디 언더테이커 (WWE 챔피언십 넘버원 컨텐더, 헬 인 어 셀 매치) |
| 2003년 6월 15일 | 휴스턴       | 컴팩 센터           | 10,000 | 트리플 H vs. 케빈 내시 (월드 헤비웨이트 챔피언십, 헬 인 어 셀 매치)          |
| 2004년 6월 13일 | 콜럼버스     | 네이션와이드 아레나 | 9,000  | 트리플 H vs. 숀 마이클스 (헬 인 어 셀 매치)                                  |
| 2024년 10월 5일 | 애틀랜타     | 스테이트팜 아레나   | 16,902 | 코디 로즈 & 로만 레인즈 vs. 블러드라인 (솔로 시코아 & 제이콥 파투)           |

## 같이 보기
- WWE 헬 인 어 셀